# Черемыш
Черемы́ш — село в Пышминском городском округе Свердловской области России.

## Географическое положение
Черемыш расположен в 15 километрах (по автодорогам в 18 километрах) к юго-западу от посёлка Пышма, на левом берегу реки Пышмы. В селе расположен пруд и озёра-старицы. На противоположном берегу Пышмы расположено село Красноярское. В четырёх километрах к северо-западу от Черемыша проходит автодорога федерального значения Р351 (Екатеринбург — Тюмень), или Сибирский тракт. В шести километрах от села проходит железнодорожная магистраль Екатеринбург — Тюмень. В районе села расположен остановочный пункт 1979 км Свердловской железной дороги.

## История села
Село было основано в конце XVII века, а первое упоминание относятся к 1719 году. Благодаря строительству Сибирского тракта поселение выросло в село.
В 1820–1830-х годах в селе была открыта пересыльная этапная тюрьма и почтовая станция. В селе изготовлялась деревянная посуду, плели короба и корзины, вязались неводы. В 1899 году в окрестностях села, у истоков реки Ефремовки (Скородумки) было найдено золото, началась его добыча. Построенную шахту регулярно затопляли грунтовые воды, в 1905 году добыча золота была прекращена, а шахта была засыпана.

## Население
| 2002 | 2010 | 2021 |
| ---- | ---- | ---- |
| 810  | ↘739 | ↘674 |

В 1820–1830-х годах в селе числилось 88 дворов с населением 500 человек. В 1913 году в селе насчитывалось 200 дворов.